# Championnat d'Allemagne féminin de handball de deuxième division
Le championnat d'Allemagne féminin de handball de deuxième division, ou 2. Handball-Bundesliga Frauen (Zweite Bundesliga) en allemand, est le deuxième échelon national du handball féminin en Allemagne.
Le championnat est organisé par la Fédération allemande de handball (DHB) et compte 16 clubs.

## Formule
Le championnat se joue en deux groupes (Nord et Sud) de 1985 à 2001, en 3 groupes (Nord, Sud et Centre) de 1992 à 1994 et en poule unique depuis 2011.
Depuis la saison 2011/2012, le championnat compte 16 équipes qui s'affrontent en match aller/retour, soit 30 jours de compétition.
Le club classé 1er de 2. Bundesliga est sacré champion, est directement promu en 1. Handball-Bundesliga Frauen et remplace le club classé dernier (14e) de 1. Bundesliga.
Le club classé 2e de 2. Bundesliga dispute des matchs de relégation avec le club classé à la 13e (avant-dernière) place de 1. Bundesliga afin de tenter de les remplacer au 1er niveau du handball allemand.
Les clubs classés aux trois dernières places du classement de 2. Bundesliga sont directement relégués en division inférieure, la 3. Liga Frauen, et sont remplacés par trois clubs qualifiés de cette même division.
Parallèlement au championnat est disputé la Coupe d'Allemagne.

## Clubs participants
| \| Füchse Berlin FA Göppingen HC Leipzig SV Werder Bremen Mainz 05 Mainz-Bretzenheim Regensburg HL Buchholz 08-Rosengarten HSV Solingen-Gräfrath TSV Nord Harrislee SG H2Ku SG Schozach-Bottwartal Kurpfalz Bären Ketsch TG Nürtingen TuS Lintfort HC Rödertal \| Localisation des clubs engagés dans le championnat |
| Füchse Berlin FA Göppingen HC Leipzig SV Werder Bremen Mainz 05 Mainz-Bretzenheim Regensburg HL Buchholz 08-Rosengarten HSV Solingen-Gräfrath TSV Nord Harrislee SG H2Ku SG Schozach-Bottwartal Kurpfalz Bären Ketsch TG Nürtingen TuS Lintfort HC Rödertal                                                          |

### Clubs engagés - Saison 2022-2023
| Rang 2021-22        | Club                            | Localisation                           | Länder             | Équipementier |
| ------------------- | ------------------------------- | -------------------------------------- | ------------------ | ------------- |
| 1. Bundesliga (14e) | HL Buchholz 08-Rosengarten (de) | Buchholz in der Nordheide, Rosengarten | Basse-Saxe         | Hummel        |
| 2e                  | Frisch Auf! Göppingen           | Göppingen                              | Bade-Wurtemberg    | Kempa         |
| 3e                  | Füchse Berlin                   | Berlin                                 | Berlin             | Joma          |
| 4e                  | HSV Solingen-Gräfrath (de)      | Solingen                               | DE-NRW             | Macron        |
| 5e                  | ESV 1927 Regensburg (de)        | Ratisbonne                             | Bavière            | Kempa         |
| 6e                  | Kurpfalz Bären Ketsch (de)      | Ketsch                                 | Bade-Wurtemberg    | Puma          |
| 7e                  | TG Nürtingen (de)               | Nürtingen                              | Bade-Wurtemberg    | Kempa         |
| 8e                  | TuS Lintfort (de)               | Kamp-Lintfort                          | DE-NRW             | Hummel        |
| 9e                  | TSV Nord Harrislee (de)         | Harrislee                              | Schleswig-Holstein | Hummel        |
| 10e                 | SV Werder Bremen                | Brême                                  | Brême              | Umbro         |
| 11e                 | SG H2Ku Herrenberg (de)         | Herrenberg                             | Bade-Wurtemberg    | Erima         |
| 12e                 | HC Leipzig                      | Leipzig                                | Saxe               | Puma          |
| 13e                 | 1. FSV Mainz 05                 | Mayence                                | Rhénanie-Palatinat | Kappa         |
| 3. Liga             | SG Mainz-Bretzenheim (de)       | Mainz-Bretzenheim (Mayence)            | Rhénanie-Palatinat | Hummel        |
| 3. Liga             | SG Schozach-Bottwartal (de)     | Beilstein                              | Bade-Wurtemberg    | Kempa         |
| 3. Liga             | HC Rödertal (de)                | Großröhrsdorf                          | Saxe               | Craft         |

### Équipementiers
| Équipementier | Club                            | Période        | Réf.   |
| ------------- | ------------------------------- | -------------- | ------ |
| Craft         | HC Rödertal (de)                | 2021/22 – ?    | ,      |
| Erima         | SG H2Ku Herrenberg (de)         | 2016/17 – ?    | ,      |
| Hummel        | HL Buchholz 08-Rosengarten (de) | 2017/18 – 2023 | ,      |
| Hummel        | TuS Lintfort (de)               |                | [ 3 ]  |
| Hummel        | SG Mainz-Bretzenheim (de)       |                | [ 3 ]  |
| Hummel        | TSV Nord Harrislee (de)         | 2017/18 – ?    | ,      |
| Joma          | Füchse Berlin                   | 2021/22 – ?    | ,      |
| Kappa         | 1. FSV Mainz 05                 | 2020/21 – ?    | ,      |
| Kempa         | Frisch Auf! Göppingen           | 2022/23 – ?    | [ 14 ] |
| Kempa         | ESV 1927 Regensburg (de)        |                | [ 3 ]  |
| Kempa         | TG Nürtingen (de)               |                | [ 5 ]  |
| Kempa         | SG Schozach-Bottwartal (de)     | 2012/13 – ?    | ,      |
| Macron        | HSV Solingen-Gräfrath (de)      | 2022/23 – ?    | [ 16 ] |
| Puma          | HC Leipzig                      |                | ,      |
| Puma          | Kurpfalz Bären Ketsch (de)      |                | [ 5 ]  |
| Umbro         | SV Werder Bremen                | 2018/19 – ?    | ,      |

## Palmarès

### Les champions de la 2. Bundesliga en deux groupes (1986–1991)
| Saison  | Poule Nord              | Poule Sud         |
| ------- | ----------------------- | ----------------- |
| 1985/86 | SV Süd Braunschweig     | VfL Sindelfingen  |
| 1986/87 | TSV Jarplund-Weding     | DJK Wurtzbourg    |
| 1987/88 | TuS Eintracht Minden    | 1. FC Nürnberg    |
| 1988/89 | Buxtehuder SV           | VfL Neckargartach |
| 1989/90 | TuS Walle Bremen        | TV Mainzlar       |
| 1990/91 | TSV Nord Harrislee (de) | VfL Sindelfingen  |

### Les champions de la 2. Bundesliga en3 groupes(1992–1994)
| Saison  | Poule Nord              | Poule Sud                  | Poule Centre             |
| ------- | ----------------------- | -------------------------- | ------------------------ |
| 1991/92 | VfL Oldesloe            | DJK Schwarz-Weiß Wiesbaden | Borussia Dortmund        |
| 1992/93 | TSG Wismar              | DJK Wurtzbourg             | Borussia Dortmund        |
| 1993/94 | TSV Nord Harrislee (de) | DJK Augsburg-Hochzoll      | SG GutsMuths/BTSV Berlin |

### Les champions de la 2. Bundesliga en deux groupes (1995–2011)
| Saison  | Poule Nord                   | Poule Sud                  |
| ------- | ---------------------------- | -------------------------- |
| 1994/95 | TSG Wismar                   | BSV Sachsen Zwickau (de)   |
| 1995/96 | VfL Oldenburg                | HSG Herrentrup-Blomberg    |
| 1996/97 | SV Berliner VG 49            | TuS Metzingen              |
| 1997/98 | TSG Wismar                   | SG Hessen Hersfeld         |
| 1998/99 | VfL Oldenburg                | HSG Albstadt               |
| 1999/00 | SC Germania List             | DJK/MJC Trier              |
| 2000/01 | SV Berliner VG 49            | SV Teutonia Riemke         |
| 2001/02 | FHC Frankfurt/Oder           | 1. FC Nürnberg             |
| 2002/03 | SC Buntekuh Lübeck           | TuS Weibern                |
| 2003/04 | SG PSV Rostock               | SG 09 Kirchhof             |
| 2004/05 | SV Union Halle-Neustadt (en) | Frisch Auf Göppingen       |
| 2005/06 | HSG Blomberg-Lippe           | TuS Weibern                |
| 2006/07 | TV Beyeröhde                 | HSG Sulzbach/Leidersbach   |
| 2007/08 | Borussia Dortmund            | Frisch Auf Göppingen       |
| 2008/09 | SVG Celle                    | VfL Sindelfingen           |
| 2009/10 | SG Handball Rosengarten      | HSG Bensheim/Auerbach (en) |
| 2010/11 | SVG Celle                    | HSG Bad Wildungen (en)     |

### Les champions de la 2. Bundesliga à une poule unique (depuis 2011)
À l'occasion de la saison 2011/2012, la 2. Bundesliga fut ramenée à une seule série de 16 clubs. Le club classé 1er est sacré champion et est promu en Handball Bundesliga. Durant la saison 2019/2020 partir de 2019, deux équipes sont promues au niveau supérieur (ce qui a ramené le nombre de clubs en première division à 16). Depuis la saison 2020/2021, des matchs de relégation (Relegationsspiele) entre le classé 13e de D1 et le 2e de D2 ont lieu.
| Saison  | Champion                    | Deuxième                     |
| ------- | --------------------------- | ---------------------------- |
| 2011/12 | TuS Metzingen               | TuS Weibern                  |
| 2012/13 | SG BBM Bietigheim           | HSG Bensheim/Auerbach (en)   |
| 2013/14 | Füchse Berlin               | HSG Bad Wildungen (en)       |
| 2014/15 | SGH Rosengarten-Buchholz    | Borussia Dortmund            |
| 2015/16 | Sport-Union Neckarsulm (en) | TV Nellingen                 |
| 2016/17 | HSG Bensheim/Auerbach (en)  | SGH Rosengarten-Buchholz     |
| 2017/18 | HL Buchholz 08-Rosengarten  | SV Union Halle-Neustadt (en) |
| 2018/19 | HL Buchholz 08-Rosengarten  | 1. FSV Mainz 05              |
| 2019/20 | HL Buchholz 08-Rosengarten  | SV Union Halle-Neustadt (en) |
| 2020/21 | BSV Sachsen Zwickau (de)    | Füchse Berlin                |
| 2021/22 | VfL Waiblingen (de)         | Frisch Auf Göppingen         |

## Référence
(de) Cet article est partiellement ou en totalité issu de la page de Wikipédia en allemand intitulée « Handball-Bundesliga (Frauen) » (voir la liste des auteurs).
1. ↑  « Photo de groupe du HC Roedertal (2020-21) - Maillot Puma »
2. ↑  « Photo de groupe du HC Roedertal (2021-22) - Maillot CRAFT »
3. 1 2 3 4 5 6 7 8 9  (de) « Neun verschiedene Marken: Die Ausrüster der sechzehn Teams der HBF2 », 27 octobre 2022
4. ↑  « Neuer Ausrüster gestaltet exklusives Trikot für Zweitligist SG H2Ku Herrenberg »
5. 1 2 3 4  (de) « Neun verschiedene Marken: Die Ausrüster der 1. und 2. Handball-Bundesliga Frauen (HBF) », 2 août 2020
6. ↑  « Photo de groupe 2017/2018 - Maillot Hummel »
7. ↑  « Photo de groupe 2016/2017 - Maillots Salming »
8. ↑  « Photo de groupe 2017/2018 »
9. ↑  « SPREEFÜXXE BERLIN: photo de groupe saison 2020/2021 [Maillot Hummel] »
10. ↑  « SPREEFÜXXE BERLIN: photo de groupe saison 2021/2022 [Maillot Joma] »
11. ↑  « Photo de groupe du 1. FSV Mainz 05 (Saison 2021/2022) - Maillot Kappa »
12. ↑  « Verspätete Tests bei Mainz 05 "alle negativ" [Photo de groupe du 1. FSV Mainz 05 (Saison 2020/2021) - Maillot Kappa] »
13. ↑  « Mainz 05 gibt Kappa-Ausrüstervertrag bekannt »
14. ↑  « Frisch Auf Frauen gehen mit neuem Ausstatter in die Saison 2022/23 »
15. ↑  (de) « SG Bottwartal mit neuem Ausrüster – KEMPA stellt sich vor – Bälle, Schuhe, Socken, Kleidung zu Hammerpreisen exklusiv für SGler »
16. ↑  « Macron wird neuer Ausrüster des bundesligisten HSV Solingen-Gräfrath »
17. ↑  « HC Leipzig: Photo de groupe 2022/23 »
18. ↑  « 2017/2018: l'équipe de Brême avec des maillots Nike »
19. ↑  « 2018/2019: l'équipe de Brême avec des maillots Umbro »